# 旧ハンター住宅
旧ハンター住宅（きゅうハンターじゅうたく）は兵庫県神戸市灘区の王子動物園内にある異人館。1889年頃の建立。1966年6月11日に国の重要文化財に指定されている。現存する異人館の中では最大級であり、明治時代の最も優れた洋風建築の一つと評価されている。

## 歴史
1889年（明治22年）頃ドイツ人のA.グレッピーがイギリス人技師に依頼して、現在の神戸外国倶楽部（神戸市中央区北野町4-15-1）がある場所に建てたものとされている。1890年（明治23年）に建築届が出されている。設計者についてはA.N.ハンセル (Alexander Nelson Hansel)とする説もあるが確証はない。
1907年頃にイギリス人実業家エドワード・ハズレット・ハンター（Edward Hazlett Hunter）が購入し、神戸市中央区北野町3丁目130番地に移築、改造した。ハンターは当時の日本で造船、鉄鋼などの事業を手がけ、日立造船の前身の会社を興した人物である。住宅は移築時に大幅な改造が行われ、開放されていたベランダに当時貴重な窓ガラスが全面に嵌め込まれ、現在の特徴的な外観となった。その後1963年に北野町から王子動物園に移築され、国の重要文化財として保存処置が講じられている。北野町には在りし日の名残でハンター坂という地名がある。
1984年発行の郵便記念切手「近代洋風建築シリーズ」の図案になっている。

## 利用情報
- 公開日[1]
  - 4月～5月、10月―水曜日以外公開
  - 6月～7月、9月、11月～12月、3月―土・日・祝日のみ公開、春休み期間は平日も公開
- 休日― 動物園の休演日（水曜日、ただし祝祭日の場合は開園。12月29日～1月1日）
- 公開時間―9時30分～16時30分。11月、12月は9時30分～16時。

## 建築概要
住宅は南を正面とする2階建てで、西北隅に3階建ての塔屋が付属する。この塔屋の1階部分に玄関を設け、そこから東西方向に廊下が延び、廊下の南に3室が東西に並ぶ、片廊下式の間取りである。1階の3室は書斎、応接室、食堂と名付けられているが、創建当時の各室の用途は不明である。1階の南側と東側は菱格子を組み込んだガラス戸で囲われたベランダとする。南側ベランダには2箇所に突出部を設け、突出部の上にはペディメント（切妻破風）を設ける。1階居室は、ベランダの突出部に対応する位置（2箇所）にベイウィンドー（出窓）が張り出している。創建時にはベランダは開放で、居室のベイウィンドーが外に面していた。2階には4室があり、寝室3室と居間として用いられていたと推定される。

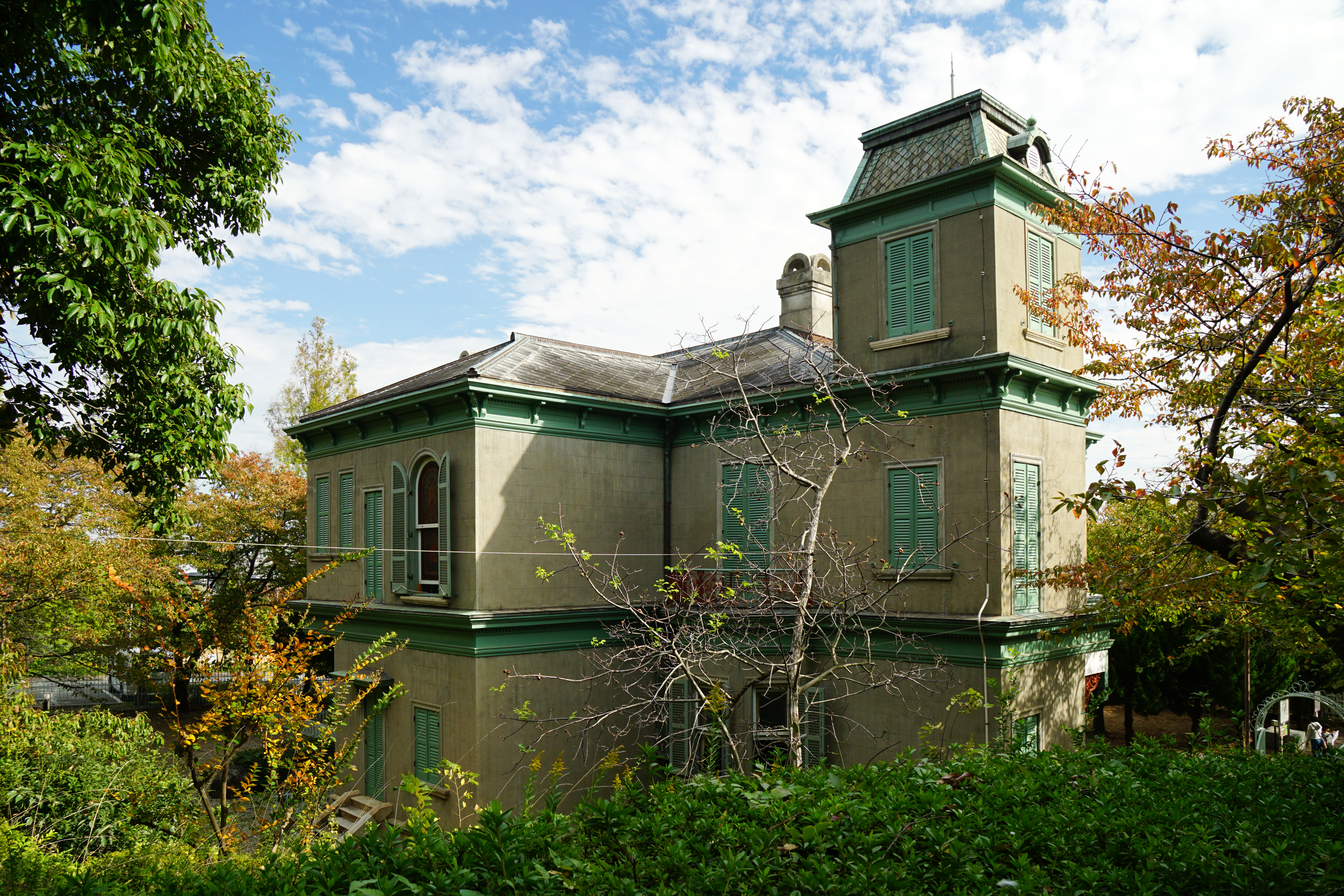
北西側
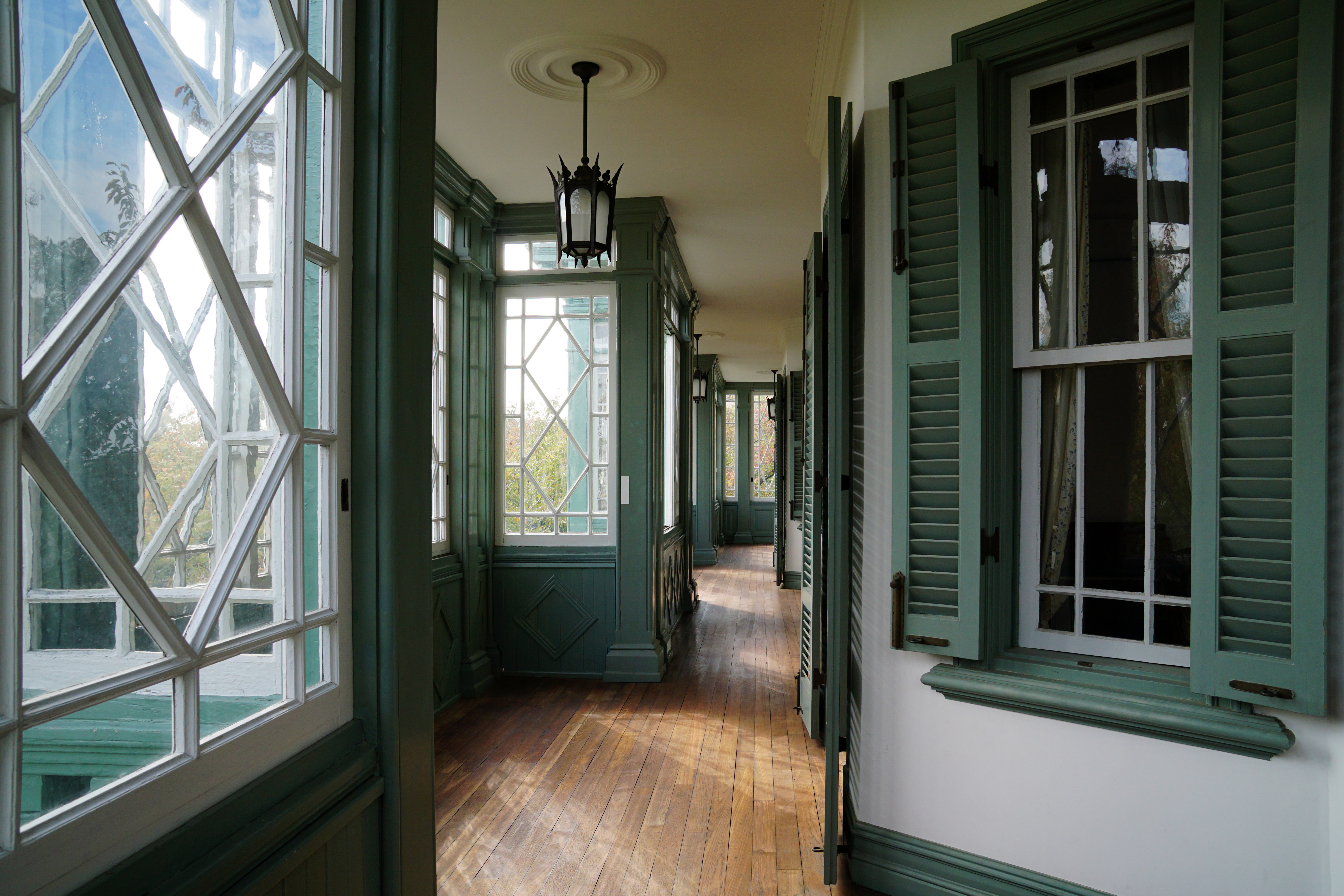
2階ベランダとベイウィンドウ
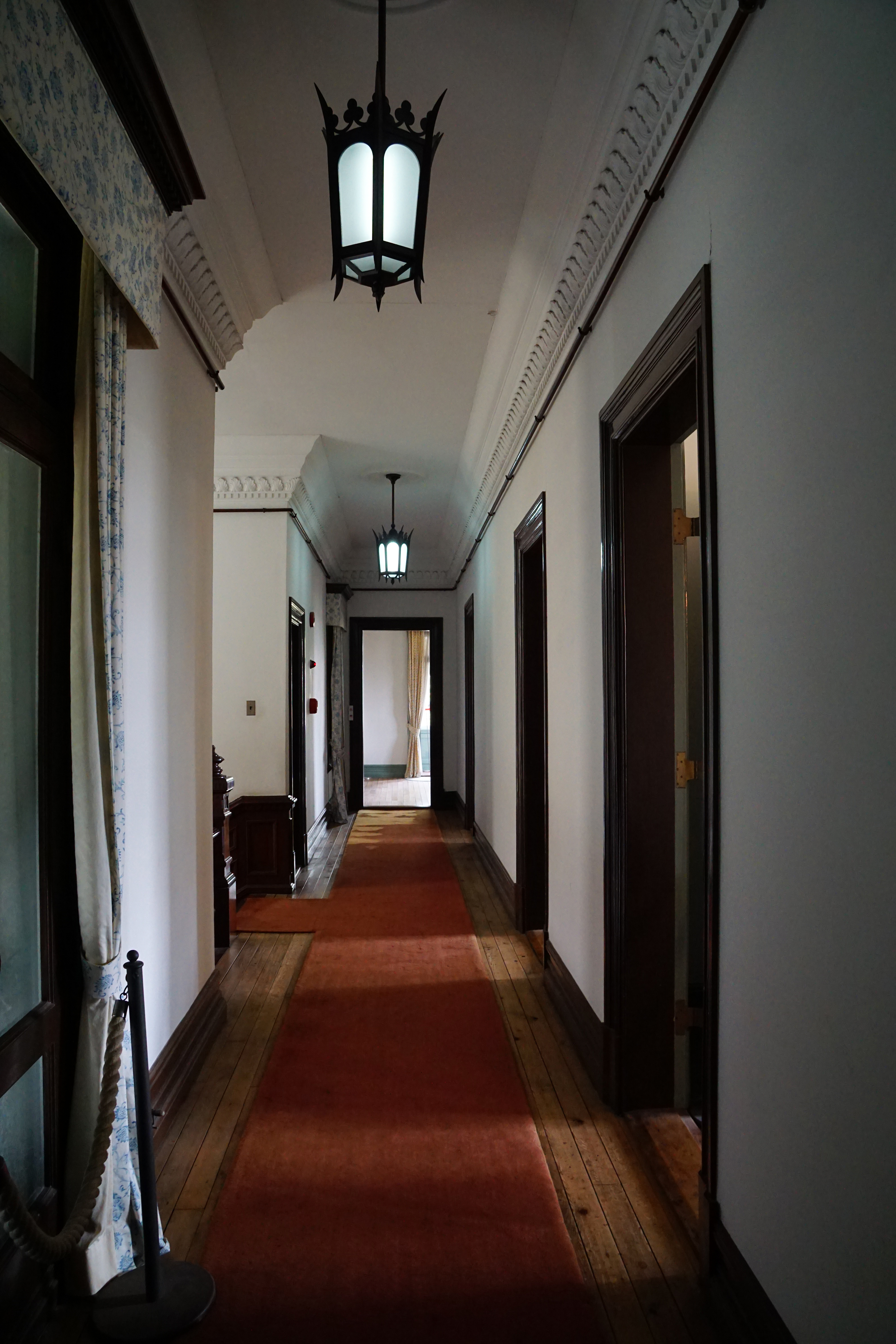
2階廊下
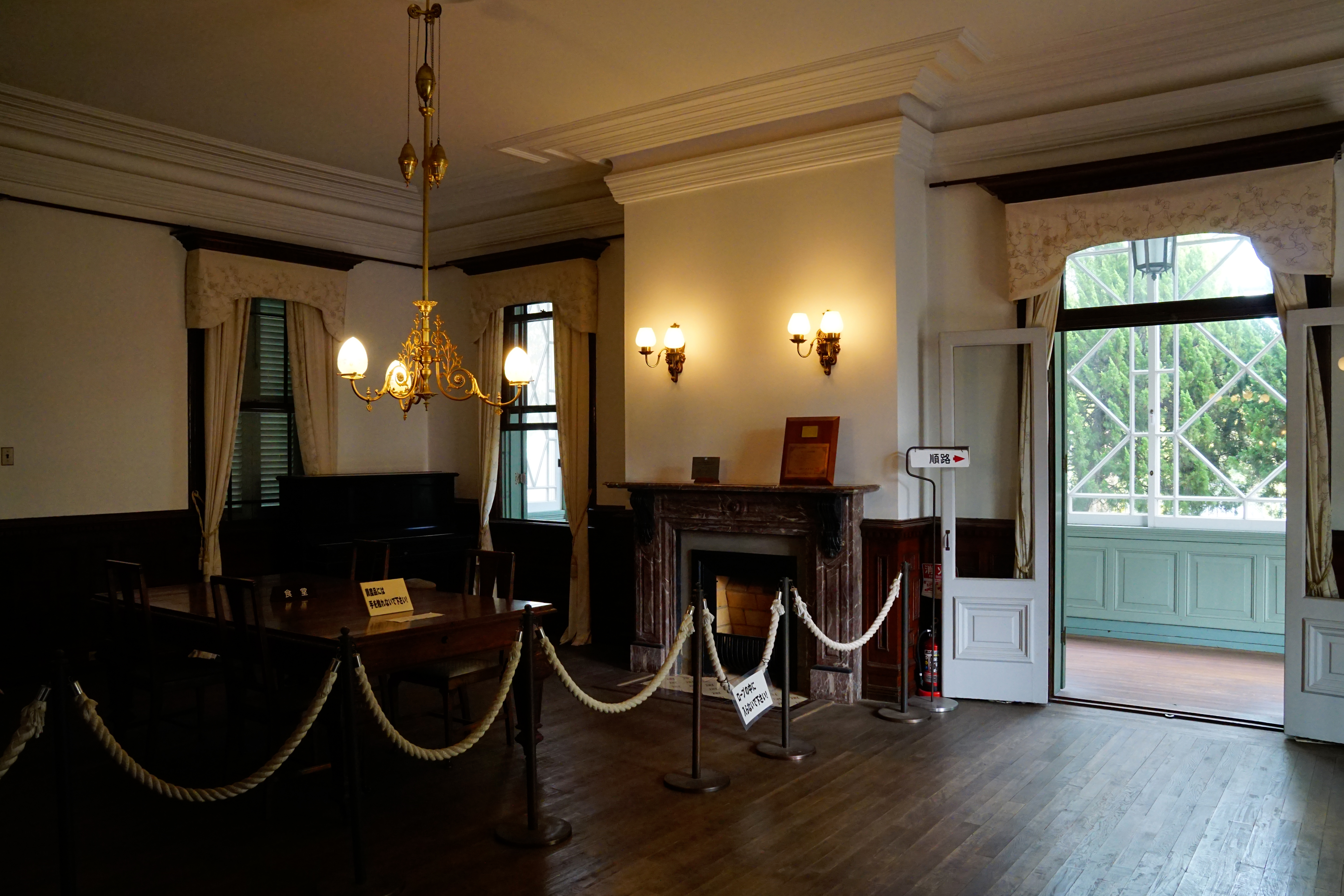
1階東室（食堂）

## 交通アクセス
- 阪急神戸本線 王子公園駅徒歩5分
- JR神戸線（東海道本線）灘駅徒歩10分

## 周辺情報
- 兵庫県立美術館 原田の森ギャラリー
- 神戸文学館
- 神戸市王子スタジアム
- HAT神戸
  - 兵庫県立美術館
  - WHO健康開発総合研究センター
  - 人と防災未来センター
    - ひと未来館
    - 防災未来館